# Lenkunya adae
Lenkunya adae is een platworm (Platyhelminthes). De worm is tweeslachtig. De soort leeft in of nabij zoet water.
Het geslacht Lenkunya, waarin de platworm wordt geplaatst, wordt tot de familie Geoplanidae gerekend. De wetenschappelijke naam van de soort werd, als Geoplana adae, voor het eerst geldig gepubliceerd in 1891 door Dendy.

## Synoniemen
- Geoplana adae Dendy, 1891
  - Australopacifica adae (Dendy, 1891)